# Martin Stroh (Politiker, 1776)
Martin Stroh (* 21. November 1776 in Marköbel im Main-Kinzig-Kreis; † 15. April 1853 ebenda) war ein deutscher Bürgermeister und Mitglied der konstituierenden kurhessischen Ständeversammlung.

## Leben
Martin Stroh bekleidete in seinem Heimatort das Amt des Schultheißen (heute: Bürgermeister) und war in dieser Funktion (als Vertreter der Bauern des Mainbezirks) 
Mitglied der konstituierenden Sitzungen der kurhessischen Ständeversammlung. Diese war nach den Unruhen im Jahre 1830 zum Zweck der Beratung und Verabschiedung einer Verfassung gebildet worden und hatte bis 1866 Bestand, als das Land Hessen durch Preußen annektiert wurde.
Sein Sohn Martin Stroh folgte ihm im Amt des Bürgermeisters und war später Mitglied der kurhessischen Ständeversammlung.